# Pellenes bulawayoensis
Pellenes bulawayoensis là một loài nhện trong họ Salticidae.
Loài này thuộc chi Pellenes. Pellenes bulawayoensis được Wanda Wesołowska miêu tả năm 2000.